# 鈴木表朔
鈴木 表朔（すずき ひょうさく、明治7年（1874年） - 昭和18年（1943年））は、明治から昭和にかけての漆芸家。京塗表派の承継者。

## 略歴
鈴木表朔は、明治7年（1874年）に現在の滋賀県高島市安曇川町に生まれた。幼名井上捨吉と称し、明治17年（1884年）頃京都に出て、蒔絵師鈴木長真の養子となり鈴木表朔を名乗るが、後に髹漆（きゅうしつ）に転じ二代木村表斎に師事した。
表朔の塗り技術への評価は高かく、明治42年（1909年）伊勢神宮の神宝、また大正2年（1911年）御大礼に際して高御座、御帳台、万歳幡の塗を担当した。大正5年（1916年）には内務省御用となった。
京都で活発に活動し、大正8年（1919年）には、神坂雪佳主宰の佳都美村に参画し、意欲的に漆器の創作にも携わった。京都漆芸会創立顧問の一人、漆器同業組合代議員や京都美術工芸会会員活動を通じて、漆芸を広め技術を伝えることに努め、昭和18年（1943年）に逝去。